# Puccinia

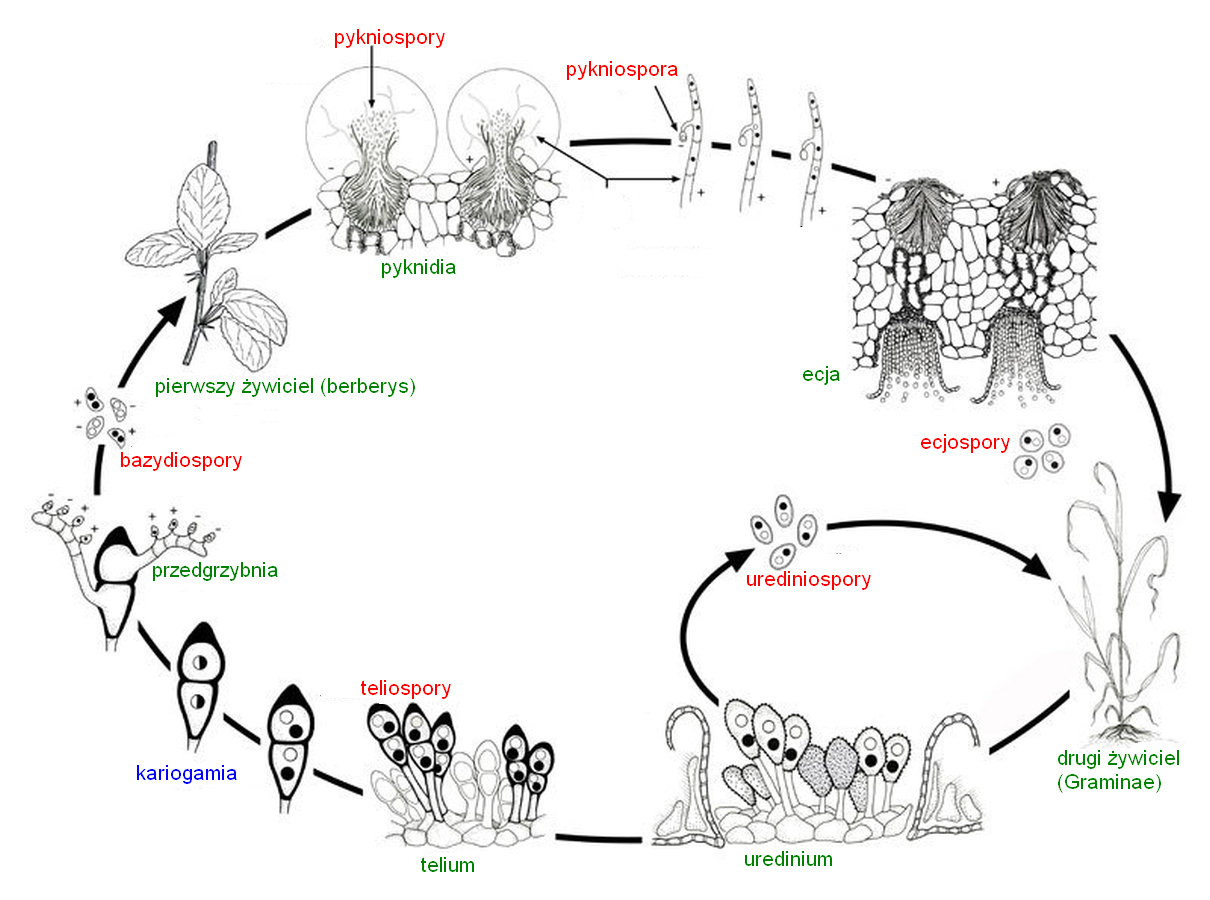
Cykl rozwojowy rdzy zbożowej

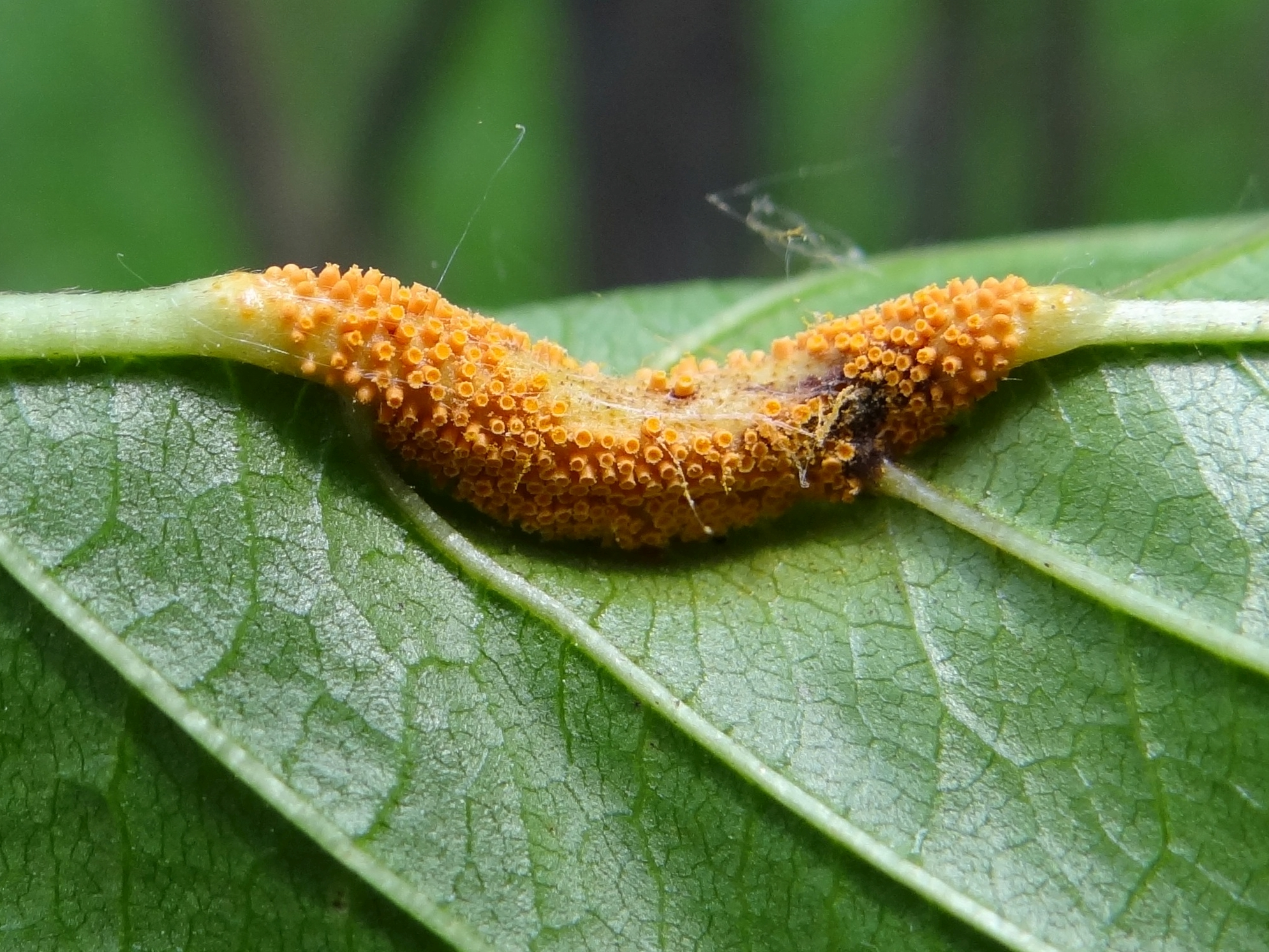
Ecja Puccinia coronata na liściu kruszyny pospolitej

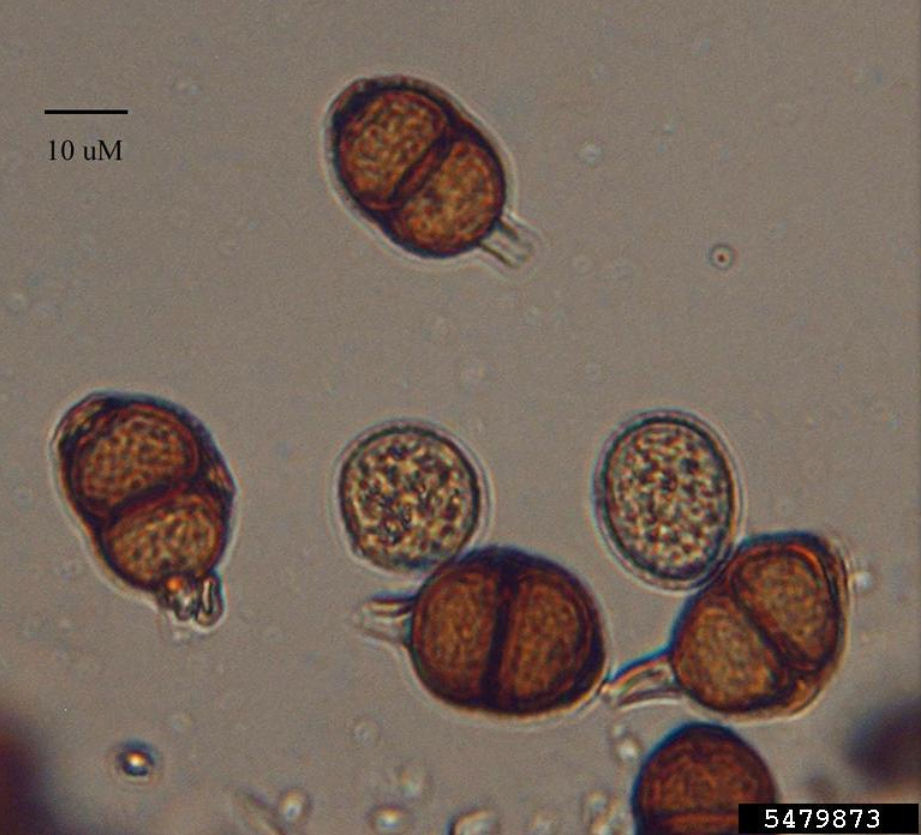
Urediniospory i teliospory Puccinia menthae

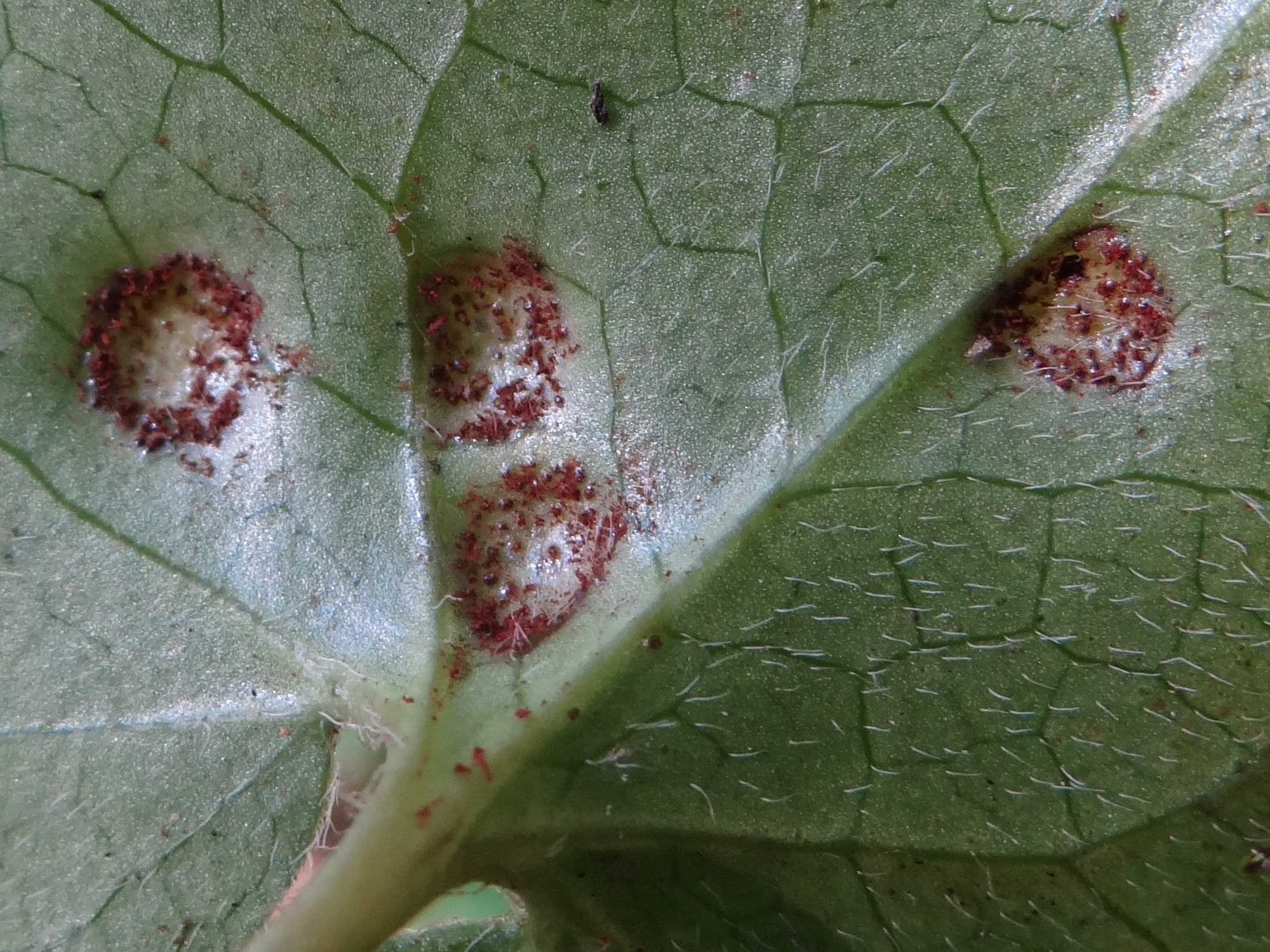
Telia Puccinia asarina na kopytniku pospolitym

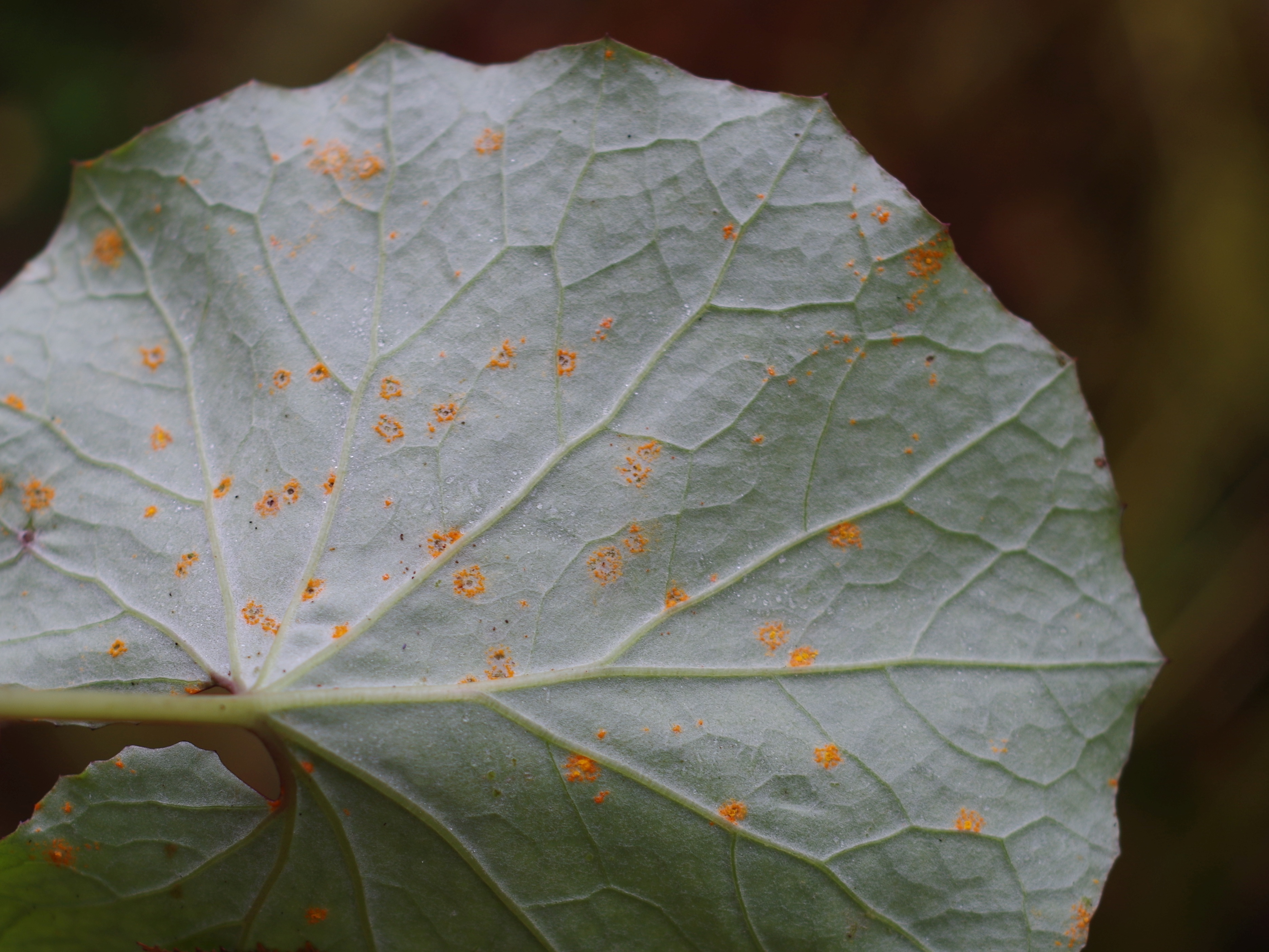
Ecja Puccinia poarum na liściu podbiału pospolitego

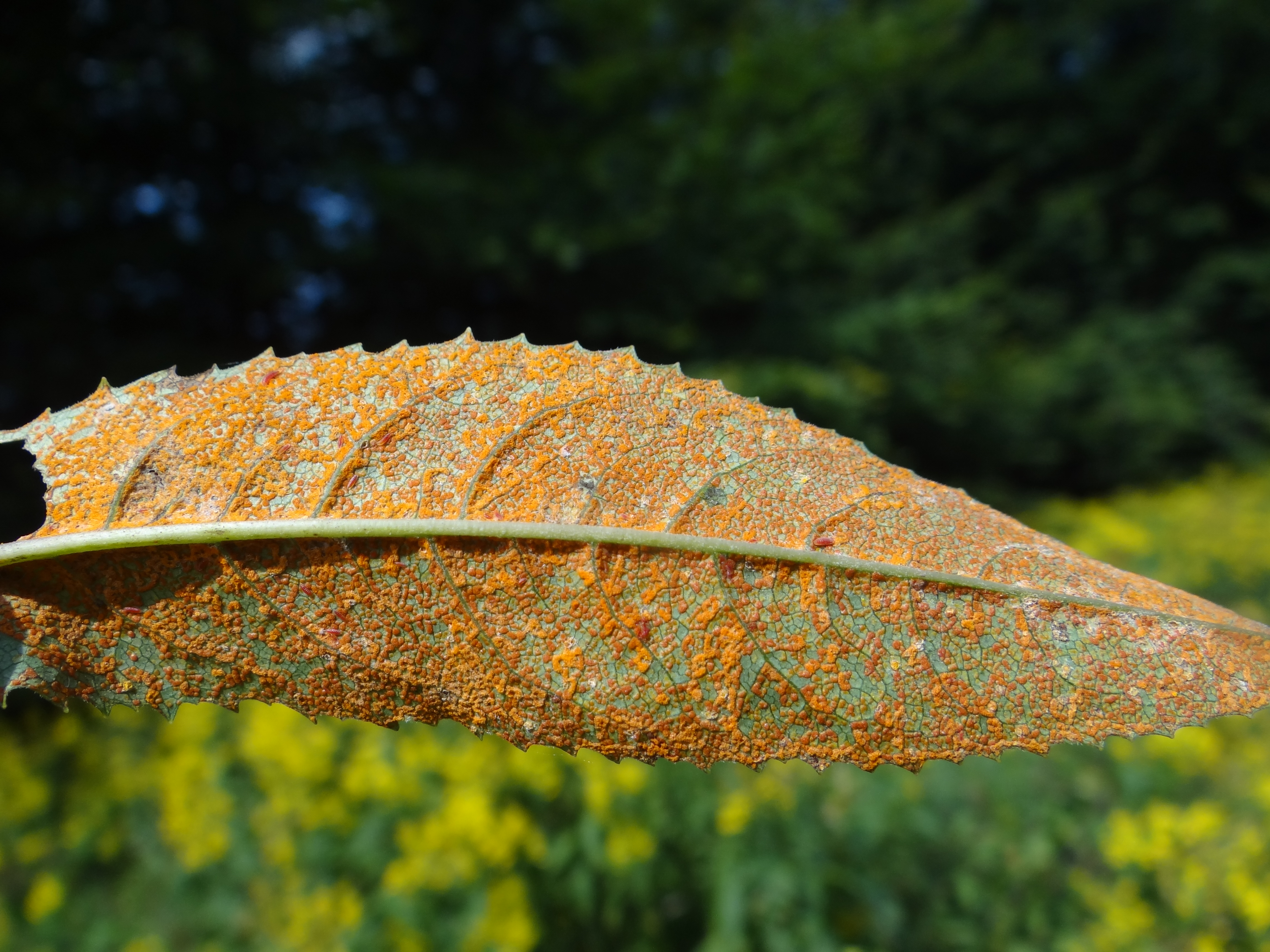
Ecja Puccinia glomerata na liściu starca

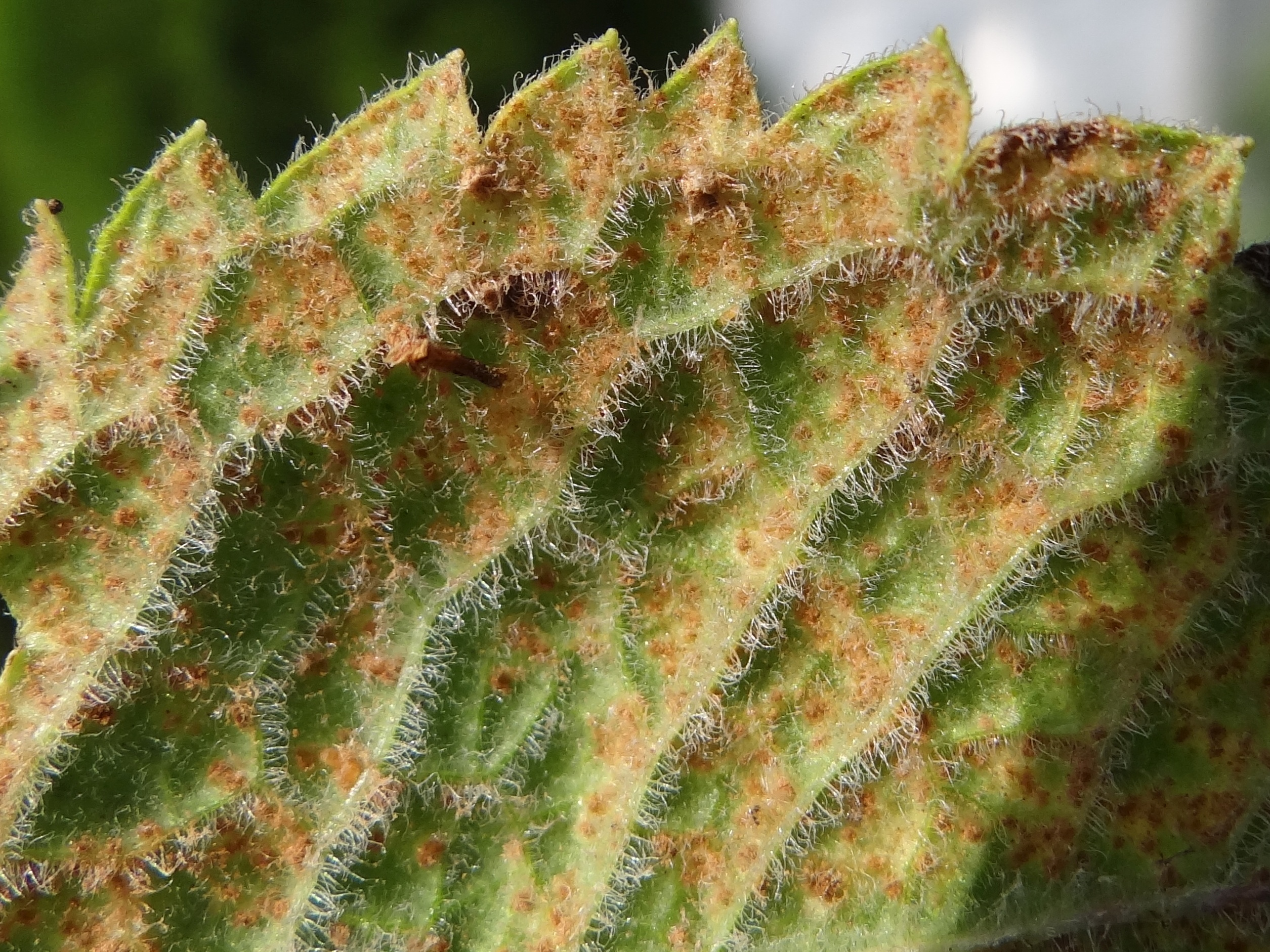
Uredinia Puccinia menthae

Puccinia Pers. (rdza) – rodzaj grzybów z rodziny rdzowatych (Pucciniaceae). Należy do niego około czterech tysięcy gatunków. Według ankiety przeprowadzonej wśród fitopatologów przez czasopismo „Molecular Plant Pathology” w 2012 r. rodzaj ten znalazł się na 3 miejscu wśród grzybów o największym znaczeniu w gospodarce człowieka. Wywołują choroby zwane rdzami, przynoszące duże straty w rolnictwie.

## Systematyka i nazewnictwo
Pozycja w klasyfikacji według Index Fungorum: Pucciniaceae, Pucciniales, Incertae sedis, Pucciniomycetes, Pucciniomycotina, Basidiomycota, Fungi.
Synonimy nazwy naukowej:Argomyces Arthur,
Argotelium Arthur,
Bullaria DC.,
Coronotelium Syd.,
Cutomyces Thüm.,
Dicaeoma Gray
Eriosporangium Bertero ex Ruschenb.,
Jackya Bubák,
Leptinia Juel,
Leptopuccinia (G. Winter) Rostr.,
Lindrothia Syd.,
Linkiella Syd.,
Lysospora Arthur,
Micropuccinia Rostr.,
Persooniella Syd.,
Pleomeris Syd.,
Poliomella Syd.,
Puccinia subgen. Leptopuccinia G. Winter,
Puccinidia Mayr,
Rostrupia Lagerh.,
Schroeterella Syd.,
Sclerotelium Syd., A
Solenodonta Castagne,
Trailia Syd.

## Tryb życia
Do rodzaju Puccinia należą głównie grzyby będące obligatoryjnymi pasożytami roślin. Tylko nieliczne gatunki można hodować na kulturach tkankowych lub sztucznych podłożach, ale rozwijają się na nich źle i słabo zarodnikują. Występują na licznych gatunkach roślin, zarówno dziko żyjących, jak i na roślinach uprawianych. Niektóre gatunki Puccinia to wyspecjalizowane monofagi występujące na gatunkach roślin należących do jednego tylko gatunku lub kilku w obrębie jednego rodzaju, są mniej wyspecjalizowane pasożytujące na wielu rodzajach w obrębie jednej rodziny, ale są też polifagi pasożytujące na roślinach zaliczanych do różnych rodzin. Należą do najgroźniejszych patogenów roślin, wywołują m.in. groźne choroby wszystkich zbóż (z wyjątkiem ryżu).

## Cykl życiowy
Mają skomplikowany cykl życiowy odbywający się na dwóch gatunkach roślin żywicielskich (są to tzw. pasożyty dwudomowe) lub na jednym (pasożyty jednodomowe).
Po dostaniu się na roślinę żywicielską zarodniki rdzy kiełkują i przez aparaty szparkowe wnikają do jej tkanek. W czasie rozwoju wytwarzają do 5 rodzajów zarodników: spermacja, ecjospory, urediniospory, teliospory i sporydia. U niektórych gatunków (np. u Puccinia vexans) występuje jeszcze szósty typ zarodników – amfispory. Niektóre gatunki, zwane rdzami pełnocyklowymi wytwarzają wszystkie rodzaje zarodników, inne, zwane rdzami niepełnocyklowymi wytwarzają tylko niektóre rodzaje zarodników. W najbardziej uproszczonych cyklach rozwojowych (np. u Puccinia horiana) wytwarzane są tylko teliospory. U większości gatunków główną rolę w rozprzestrzenianiu patogenu odgrywają urediniospory, teliospory pełnią funkcję przetrwalników.
Rdzą pełnocyklową jest na przykład rdza zbożowa (Puccinia graminis). Jej teliospory zimujące na obumarłych resztkach porażonych roślin wiosną kiełkują, wytwarzając krótką przedgrzybnię, na której powstają 4 zarodniki zwane sporydiami (jest to rodzaj bazydiospor). Wiatr przenosi je na liście berberysu, który jest pierwszym żywicielem (tzw. żywicielem ecjalnym). Tu kiełkują i wytwarzają dwa rodzaje struktur; na górnej powierzchni liścia rodzaj pyknidiów zwany spermogoniami, na dolnej dużo większe ecja. Wytworzone w ecjach ecjospory infekują zboża, które są drugim żywicielem rdzy zbożowej. Ecjospory wnikają do tkanek źdźbła i liści przez otwór w aparacie szparkowym. Rozwijają się z nich zarodniki letnie zwane urediniosporami. Mogą one zarażać sąsiednie rośliny i zazwyczaj szybko w ciągu lata rozprzestrzeniają chorobę na całym polu. W jednym sezonie wegetacyjnym powstaje kilka generacji urediniospor. Późnym latem obok urediniospor zaczynają powstawać zarodniki zimowe – teliospory, pod koniec sezonu wegetacyjnego powstają już wyłącznie teliospory. Nie zakażają one już roślin – ich zadaniem jest przetrwanie zimy.

## Morfologia
Plecha zbudowana jest z bezbarwnych, bezsprzążkowych, bezbarwnych i przezroczystych (czyli hialinowych) strzępek podzielonych przegrodami wyposażonymi zwykle w jeden, centralny otwór otoczony mikrociałami. Strzępki grzyba rozwijają się między komórkami żywiciela, do ich wnętrza zapuszczając tylko ssawki pobierające substancje pokarmowe. Spermacja, ecjospory, urediniospory i teliospory wywarzane są pod epidermą, która podczas dojrzewania zarodników pęka. Spermogonia o kształcie kulistym lub ampułowatym, z ujściami otoczonymi strzępkami. Ecja kubkowate lub cylindryczne. Uredinia grudkowate. czasami z urofizami. Ecjospory mają brodawki, urediniospory zazwyczaj kolczastą powierzchnię. Teliospory są zazwyczaj 2-komórkowe (rzadziej 1-, 3- lub 4-komórkowe), mają różnej długości trzonek i gładką lub słabo urzeźbioną powierzchnię, przeważnie w różnych odcieniach brązu. Zazwyczaj każda z komórek teliospor posiada jedną porę rostkową.

## Niektóre gatunki
- Puccinia acetosae (Schumach.) Körn. 1876
- Puccinia adoxae R. Hedw. 1805
- Puccinia aegopodii (Schumach.) Link 1817
- Puccinia albescens Grev. 1889
- Puccinia albulensis Magnus 1890
- Puccinia alpina Fuckel 1874
- Puccinia angelicae (Schumach.) Fuckel 1870
- Puccinia antirrhini Dietel & Holw. 1897
- Puccinia apii Desm. 1823
- Puccinia arenariae (Schumach.) J. Schröt. 1880
- Puccinia arnicae-scorpioidis (DC.) Magnus 1893
- Puccinia arrhenathericola E. Fisch. 1920
- Puccinia argentata (Schultz) G. Winter 1880
- Puccinia asarina Kunze 1817
- Puccinia asparagi DC. 1805
- Puccinia asperulae-cynanchicae Wurth 1904
- Puccinia astrantiae Kalchbr. 1865
- Puccinia behenis G.H. Otth 1871
- Puccinia betonicae (Alb. & Schwein.) DC. 1815
- Puccinia bistortae (F. Strauss) DC. 1815
- Puccinia brachypodii G.H. Otth 1861
- Puccinia calcitrapae DC. 1805
- Puccinia calthae Link 1825
- Puccinia calthicola J. Schröt. 1879
- Puccinia campanulae Carmich. 1836
- Puccinia caricicola Fuckel 1874
- Puccinia caricina DC. 1815
- Puccinia carthami Corda 1840
- Puccinia cervariae Lindr. 1901
- Puccinia cesatii J. Schröt. 1879,
- Puccinia chaerophylli Purton 1821
- Puccinia chrysanthemi Roze 1900
- Puccinia chrysosplenii Grev. 1836
- Puccinia cicutae Thüm. 1877
- Puccinia circaeae Pers. 1794
- Puccinia cnici H. Mart. 1817
- Puccinia cnici-oleracei Pers. 1823
- Puccinia cnidii Lindr. 1901
- Puccinia commutata P. Syd. & Syd. 1902
- Puccinia conglomerata (F. Strauss) J.C. Schmidt & Kunze 1817
- Puccinia conii (F. Strauss) Fuckel 1870
- Puccinia convolvuli (Pers.) Castagne 1842
- Puccinia coronata Corda 1837
- Puccinia crepidis J. Schröt. 1887
- Puccinia crepidis-grandiflorae Hasler 1918
- Puccinia croci Gäum. & Terrier 1952
- Puccinia cyani Pass. 1874
- Puccinia dentariae (Alb. & Schwein.) Fuckel 1871
- Puccinia difformis Kunze 1817
- Puccinia dioicae Magnus 1877
- Puccinia dracunculina Fahrend. 1941
- Puccinia elymi Westend. 1851
- Puccinia epilobii DC. 1815
- Puccinia fergussonii Berk. & Broome 1875
- Puccinia festucae Plowr. 1893
- Puccinia galii-verni Ces. 1846
- Puccinia gentianae (F. Strauss) Link 1824
- Puccinia glechomatis DC. 1808
- Puccinia glomerata Grev. 1837
- Puccinia graminis Pers. 179
- Puccinia helianthi Schwein. 1822
- Puccinia hieracii (Röhl.) H. Mart. 1817
- Puccinia holcina Erikss. 1899
- Puccinia hordei G.H. Otth 1871
- Puccinia horiana Henn. 1901
- Puccinia humilicola Hasler 1937
- Puccinia hysterium Röhl. 1813
- Puccinia iridis Wallr. 1844
- Puccinia komarovii Tranzschel ex P. Syd. & Syd. 1903
- Puccinia lagenophorae Cooke 1884
- Puccinia lapsanae Fuckel 1860
- Puccinia laserpitii Lindr. 1902
- Puccinia leveillei Mont. 1852
- Puccinia libanotidis Lindr. 1901
- Puccinia liliacearum Duby 1830
- Puccinia littoralis Rostr. 1876
- Puccinia longissima J. Schröt. 1879
- Puccinia luzulae Lib. 1830
- Puccinia maculosa Schwein. 1832
- Puccinia magnusiana Körn. 1876
- Puccinia major Dietel 1894
- Puccinia malvacearum Bertero ex Mont. 1852
- Puccinia mei-mamillata Semadeni 1903
- Puccinia melicae P. Syd. & Syd. 1903
- Puccinia menthae Pers. 1801
- Puccinia minussensis Thüm. 1878
- Puccinia moliniae Tul. 1854
- Puccinia montana Fuckel 1874
- Puccinia mougeotii Lagerh. 1895
- Puccinia nitida (F. Strauss) Barclay 1891
- Puccinia obscura J. Schröt. 1877
- Puccinia opizii Bubák 1902
- Puccinia oreoselini (F. Strauss) Körn. 1869
- Puccinia pelargonii-zonalis Doidge 1926
- Puccinia phragmitis (Schumach.) Tul. 1854
- Puccinia pimpinellae (F. Strauss) Link 1824
- Puccinia pittieriana Henn. 1904
- Puccinia poarum Nielsen 1877
- Puccinia polygoni Alb. & Schwein. 1805
- Puccinia polygoni-amphibii Pers. 1801
- Puccinia porri (Sowerby) G. Winter1881
- Puccinia pulverulenta Grev. 1824
- Puccinia punctata Link 1816
- Puccinia punctiformis (F. Strauss) Röhl. 1813
- Puccinia pygmaea Erikss. 1895
- Puccinia recondita Roberge ex Desm. 1857
- Puccinia ribis DC. 1805
- Puccinia rupestris Juel 1893
- Puccinia salviae Unger 1836
- Puccinia saniculae Grev. 1824
- Puccinia saxifragae Schltdl. 1824
- Puccinia schroeteriana Kleb. 1895
- Puccinia scillae Linh. 1885
- Puccinia scirpi DC. 1805
- Puccinia scorzonerae (Schumach.) Juel 1896
- Puccinia senecionis-acutiformis Hasler, Mayor & Cruchet 1922
- Puccinia sesleriae Reichardt 1877
- Puccinia sessilis J. Schröt. 1870
- Puccinia sii-falcariae (Pers.) J. Schröt. 1887
- Puccinia soldanellae (DC.) Fuckel 1875
- Puccinia sorghi Schwein. 1832
- Puccinia stachydis DC. 1805
- Puccinia stipina Tranzschel 1913
- Puccinia striiformis Westend. 1854
- Puccinia swertiae (Opiz) G. Winter 1881
- Puccinia tanaceti DC. 180
- Puccinia thesii (Desv.) Chaillet 1830
- Puccinia thlaspeos Ficinus & C. Schub. 1823
- Puccinia thuemeniana W. Voss 1877
- Puccinia thymi (Fuckel) P. Karst. 1884
- Puccinia uliginosa Juel 1894
- Puccinia ustalis Berk. 1854
- Puccinia variabilis Grev. 1824
- Puccinia veronicae (Schumach.) G. Winter 1881
- Puccinia violae (Schumach.) DC. 1815
- Puccinia virgae-aureae (DC.) Lib. 1837
- Puccinia vossii Körn. ex G. Winter 1881
- Puccinia vulpinae J. Schröt. 1874

Nazwy naukowe na podstawie Index Fungorum. Wybór gatunków według Mułenko i in. Uwzględniono tylko taksony zweryfikowane.